# Instituto de Seguros del Estado
El Instituto de Seguros del Estado (ISE) fue una compañía de seguros, de vida y generales, del Estado de Chile. Funcionó entre 1953 y 1988 siendo privatizada en esta última fecha. Dependía del Ministerio de Hacienda.

## Historia
Creada por el DFL N.º 210 del 5 de agosto de 1953 que dispuso la fusión de las secciones y departamentos de seguros de las cajas de previsión social, instituciones fiscales y semifiscales o empresas estatales o semiautónomas en una sola institución semifiscal, el ISE. El principal objetivo de esta medida era otorgar al ISE la exclusividad en la cobertura de riegos de los bienes fiscales y las empresas estatales. Posteriormente se autorizó su participación en el sector privado.
Por tanto se facultaba al ISE emitir:
- seguros de incendios y desastres naturales (inundaciones, terremotos, etc.) de los bienes raíces o muebles de las cajas de previsión social, instituciones fiscales y semifiscales, empresas fiscales o autónomas;
- seguros de desgravamen hipotecario de las propiedades de los imponentes o deudores hipotecarios de las instituciones anteriores;
- seguros de responsabilidad social o garantía de los funcionarios de dichas instituciones;
- seguros de vida para los imponentes, o sus familiares de dichas instituciones;
- y asegurar en general cualquier riesgo.

El ISE estaba a cargo de un vicepresidente ejecutivo nombrado por el presidente de la República y asesorado por un Consejo integrado por representantes de los ministerios de salud pública y trabajo y previsión social, además de siete personas designadas por el presidente.
Por la Ley N.º 18.679 de 1987 se dispuso la creación de dos sociedades anónimas de seguros y la disolución del ISE. Para ello se creó el 26 de mayo de 1988 las sociedades ISE Seguros de Vida S.A. y ISE Seguros Generales S.A.
La propiedad inicial de ambas empresas era de un 99% de la CORFO y 1% del Fisco. La Ley establecía que la CORFO en todo momento debía tener al menos el 66% de la propiedad. Una posterior modificación legal permitió a la CORFO enajenar sin restricciones su participación en ambas sociedades, siendo vendidas en su totalidad a privados en 1989.